# Nemanja Nikolics
Nemanja Nikolics (serbisch-kyrillisch Немања Николић; serbisch-lateinisch Nemanja Nikolić; * 31. Dezember 1987 in Senta, SFR Jugoslawien) ist ein ungarischer Fußballspieler serbischer Abstammung, der in der Nemzeti Bajnokság beim Fehérvár FC spielt.

## Karriere

### Verein
Nikolics wurde in der heutigen serbischen Provinz Vojvodina in der ehemaligen Sozialistischen Föderativen Republik Jugoslawien als Sohn einer ungarischen Mutter und eines serbischen Vaters geboren. Er begann seine Profikarriere in seiner Geburtsstadt beim serbischen Verein FK Senta. Seine erste namhafte Station war der ungarische Club Barcsi SC, zu dem er am 1. Juli 2006 wechselte und den er am 1. Juli 2007 schon wieder in Richtung Kaposvölgye VSC verließ. Nachdem er auch dort auf sich aufmerksam machte, wurde der ungarische Erstligist Kaposvári Rákóczi FC auf ihn aufmerksam und verpflichtete ihn zum 1. Juli 2008. Nach drei Spielzeiten und einer beeindruckenden Quote von 34 Ligatoren in 48 Ligaspielen, wechselte Nikolics in der Winterpause der Saison 2009/10 innerhalb der Nemzeti Bajnokság zum Videoton FC. Mit acht Ligatoren in 15 Ligaspielen konnte Nikolics sich direkt gut ins neue Team einfügen und wurde in der Saison mit seinem Verein Vizemeister hinter Debreceni Vasutas SC. In der darauffolgenden Saison wurde der Stürmer mit dem Videoton FC allerdings Meister und erreichte zudem das ungarische Pokalfinale, welches jedoch gegen Kecskeméti TE im Puskás Ferenc Stadion in Budapest mit 2:3 verloren wurde. Nikolics, der in dem Pokalwettbewerb fünf Treffer erzielte, konnte auch im Finale treffen, allerdings nur noch zum 2:3-Endstand in der 82. Spielminute. Nach zwei Siegen im ungarischen Supercup, einem Ligapokal-Sieg, einer weiteren Finalteilnahme im ungarischen Pokal 2015 und einer weiteren Meisterschaft im selben Jahr verließ Nikolics den Verein mit einer beeindruckenden Pflichtspielquote von 189 Spielen, 108 Toren und 32 Vorlagen und fünf Titeln und wechselte nach Polen zum Traditionsverein Legia Warschau. Dort hat der beidfüßige Stürmer, der neben der ungarischen auch die serbische Staatsangehörigkeit besitzt, einen Vertrag bis zum 30. Juni 2018. Im ersten Jahr erzielte er 28 Tore in 37 Spielen und gewann die polnische Meisterschaft und den Pokalwettbewerb.
In der Winterpause 2016/17 wechselte er für eine Ablösesumme von ca. 3 Millionen Euro in die Major League Soccer und erhielt bei Chicago Fire einen Dreijahresvertrag. In seiner ersten Saison erzielte er 24 Tore und wurde mit dem „MLS Golden Boot“ als erfolgreichster Torschütze der Liga ausgezeichnet. Nikolics entwickelte sich auch in der MLS zu einem zuverlässigen Torjäger, mit Chicago verpasste er jedoch bis auf einmal (2017) immer die Playoffs.
Mit dem Ende der MLS Saison 2019 kehrte er von Chicago nach Europa zurück und schloss sich in der Winterpause 2019/20 seinem ehemaligen Verein Videoton, der sich mittlerweile Fehérvár FC nannte, an.

### Nationalmannschaft
Nikolics zählt zum erweiterten Kader der ungarischen Nationalmannschaft und bestritt sein erstes Länderspiel am 11. Oktober 2013 gegen die Niederlande. Das Spiel in der Amsterdam Arena wurde allerdings mit 1:8 aus Sicht der Ungarn in der WM-Qualifikation 2014 verloren. Nur 4 Tage später konnte Nikolics allerdings beim Qualifikationsspiel gegen Andorra nicht nur seinen ersten Einsatz über 90 Minuten verbuchen, sondern traf auch doppelt zum 2:0-Endstand.
Nachdem Ungarn die WM-Qualifikation verpasst hatte, gelang ihnen unter dem deutschen Trainer Bernd Storck erstmals nach 44 Jahren wieder die Qualifikation zu einer Europameisterschaft. 
Bei der Fußball-Europameisterschaft 2016 in Frankreich wurde er in das Aufgebot Ungarns aufgenommen. Er kam zweimal als Einwechselspieler zum Zug. Im zweiten Gruppenspiel gegen Island kam er beim Stand von 0:1 ins Spiel und das Team konnte noch den Ausgleich erzwingen. Im Achtelfinale lag Ungarn ebenfalls mit einem Tor gegen Belgien zurück, da gehörte aber die Schlussphase dem Gegner, der Ungarn schließlich mit 4:0 aus dem Turnier warf.
Zur Fußball-Europameisterschaft 2021 wurde er in den ungarischen Kader berufen, kam aber mit diesem nicht über die Gruppenphase hinaus.

## Titel und Erfolge

### Verein
- Ungarischer Meister: 2010/11, 2014/15 mit dem Videoton FC
- Ungarischer Vizemeister: 2009/10, 2011/12 mit dem Videoton FC
- Ungarischer Pokalfinalist: 2010/11, 2014/15 mit dem Videoton FC
- Ungarischer Supercupsieger: 2011, 2012 mit dem Videoton FC
- Ungarischer Ligapokalsieger: 2012 mit dem Videoton FC
- Polnischer Meister: 2015/16 mit Legia Warschau
- Polnischer Pokalsieger: 2015/16 mit Legia Warschau

### Nationalmannschaft
- Qualifikation für die Fußball-Europameisterschaft 2016 mit Ungarn